# 大越國家聯盟
大越国家联盟（越南语：／）是二十世纪早期越南的一个争取越南脱离法国统治的革命政党。

## 歷史

### 組成
- 大越國家社會黨
- 大越國民黨
- 大越民政黨
- 大越維民革命黨
- 新越南國民黨